# Marcia su Gondar
La marcia su Gondar fu un'azione condotta da truppe regolari e volontari al seguito del segretario del PNF Achille Starace mirata all'occupazione della regione degli Amara e del lago Tana.

## Antefatto
Dopo le vittoriose battaglie dell'Endertà, del Tembién e dello Scirè, gli eserciti etiopi del nord erano stati annientati lasciando le regioni settentrionali dell'impero praticamente indifese. Mentre Hailé Selassié con l'ultima armata rimasta integra si preparava a sbarrare il passo alle truppe italiane lungo la via per la capitale presso Quoram, le truppe italiane procedevano ad occupare i passi di Alagi e le località di Corbettà e Socotà, capoluogo dell'Uag.
Nel vuoto lasciato dalle truppe di Ras Immirù in ritirata dallo Scirè e contando sulla posizione ambigue del suo luogotenente Ajeleu Burrù che da tempo era in contatto con gli italiani, si lanciò una colonna celere capitanata dal segretario del PNF Achille Starace che aveva come obiettivo la conquista della capitale del territorio degli Amara, Gondar e il controllo del territorio del lago Tana.

## La marcia
La colonna, forte di 3348 uomini e di 500 automezzi caricati con munizioni e salmerie, costituita dal 3º Reggimento bersaglieri e dall'82º Battaglione CCNN Benito Mussolini di Forlì, partì da Asmara il 15 marzo arrivando rapidamente sul Setit, vecchio confine della colonia Eritrea, presso la località di Omhajer. Mentre la truppe italiane occupavano le zone circostanti per coprire le spalle agli attaccanti, la colonna celere, varcato il confine, puntò decisamente verso Gondar seguendo una pista parzialmente coperta dalla vegetazione e tormentata dalle frane che un ufficiale italiano di nome Malugani aveva tracciato nel 1909.
Il 21 marzo Badoglio aggiornò via radio Starace sui rapporti che intratteneva il degiac Ajeleu Burrù, comandante delle forze che avrebbero dovuto contrastare la colonna, e il comando superiore, suggerendogli di prendere contatti e ottenerne la collaborazione, ma il degiac pur non ostacolando la colonna che avanzava si rifiutò, almeno momentaneamente, di collaborare con gli italiani.
Secondo le memorie di Giovanni Artieri e Paolo Caccia Dominioni che parteciparono alla marcia, il nemico fu spesso avvistato ma non attaccò mai, neppure nei difficili passaggi del fiume Angareb, dell'amba Samboccò. Le truppe etiopi comunque si astennero dall'ingaggiare battaglia non tanto per un ordine esplicito di Ajeleu Burrù ma in quanto incalzate dagli ascari della terza brigata agli ordini del generale Cubeddu, che Badoglio aveva inviato con l'ordine di fiancheggiare prima e infine precederla la colonna celere A.O, allo scopo di proteggere l'incolumità del segretario del PNF. La veloce avanzata degli ascari non dava infatti il tempo alle truppe abissine di fermarsi per organizzare una linea di difesa, costringendole costantemente ad arretrare.
Il 30 marzo, dopo aver guadato il torrente Sengià, la pista divenne impraticabile a causa delle frane e perciò Starace decise di abbandonare gli automezzi e di proseguire a piedi per il tratto finale della marcia. Nel frattempo gli ascari di Cubeddu erano arrivati alle porte di Gondar ma aspettarono per motivi politici che fosse la colonna celere ad entrare per prima in città il giorno successivo ponendo termine alla marcia dopo due settimane e 330 km percorsi in territorio nemico.
Starace sostò poco a Gondar, spronato infatti da Mussolini che per motivi di opportunità voleva occupare le rive del lago Tana, unico interesse inglese in Etiopia, e desideroso di verificare la fattibilità di stabilirvi una base di idrovolanti, il giorno 11 aprilesi mise nuovamente in marcia e, senza incontrare ostacoli, raggiunse il lago il giorno successivo, occupandone le isole e la riva.

## Conseguenze
La marcia su Gondar consentì agli italiani di raggiungere senza particolari sforzi bellici una posizione collocata più a sud di quella occupata dalle truppe etiopi a Mai Ceu, potenzialmente mettendone a rischio il fianco. Tuttavia il capoluogo dell'Amara non fu il punto di arrivo della colonna, sfruttando infatti le rivalità fra capi locali e agevolata dal collasso delle armate abissine, la marcia proseguì nelle settimane successive: lasciato il lago Tana, Starace entrò Bahar Dar il 24 aprile, a Debre Tabor quattro giorni dopo, raggiunse il 3 maggio le sorgenti del Nilo Azzurro ed entrò in Debra Marcos il giorno 20 dello stesso mese. In sessantacinque giorni, la colonna percorse 1700 km occupando un territorio pari a 100000 km2.